# Уотхорн, Тара
Тара Уотхорн  (англ. Tara Watchorn; род. 30 мая 1990, Эйджакс, Онтарио) — канадская хоккеистка. Игрок сборной Канады. Амплуа — защитник. Чемпионка Олимпийских игр 2014 года. Серебряный призёр чемпионатов мира 2011 и 2015 годов. На начало 2014 года на клубном уровне играет за команду Калгари Инферно в чемпионате Канады.
Занимается хоккеем с четырёх лет. Была возвращена в национальную сборную перед Олимпийскими играми в Сочи, перерыв между вызовами в сборную составил 2 года, до этого играла за Канаду на чемпионате мира 2011 года.